# Irma Kurti
Irma Kurti (Tirana, 20 marzo 1966) è una poetessa, scrittrice, paroliera, giornalista e traduttrice albanese naturalizzata italiana.
In totale ha pubblicato 27 libri in lingua albanese, 22 in lingua italiana e 15 in inglese; i suoi libri sono stati tradotti e pubblicati in 14 paesi. Ha vinto numerosi premi e riconoscimenti letterari in Italia e nella Svizzera italiana.
Il pubblico albanese la conosce anche come scrittrice di testi di musica leggera, con cui ha partecipato a numerosi festival nazionali: ha scritto circa 150 testi di canzoni per adulti e bambini compresi anche quelli in lingua italiana e inglese.
È traduttrice presso la Fondazione Ithaca in Spagna.
È stata membro di giuria di concorsi letterari.

## Biografia
Irma Kurti si è laureata in lingua inglese all'Università di Tirana.
Nel 1988, ha iniziato a lavorare come insegnante, e dal 1990 in poi ha lavorato come giornalista per Mësuesi ("L'insegnante"), Dita informacion ("Informazione del Giorno") e altri giornali albanesi. 
Nello stesso periodo ha frequentato corsi di specializzazione in giornalismo in vari paesi, tra cui Germania, Norvegia, Italia e USA.
Per quanto riguarda la sua attività letteraria, iniziata in giovane età, nel 1980 viene premiata con il primo premio nazionale in occasione del 35º anniversario della rivista Pionieri; nel 1989 arriva seconda al concorso nazionale organizzato da Radio Tirana in occasione del 45º anniversario della liberazione dell'Albania.
Le sue poesie sono incluse in alcune antologie della Libreria Internazionale di Poesia del Maryland, tra le quali Forever spoken e The best poems and poets of 2007. Inoltre, sue poesie e racconti fanno parte delle raccolte antologiche Il Federiciano di Aletti Editore.

## Pubblicazioni

### In lingua albanese
- Këtë natë me ty, poesie, 1999;
- Shihemi në një tjetër botë, poesie, 2002;
- Qirinjtë janë fikur, poesie, 2003;
- Bëj sikur fle, poesie, 2005;
- Puthja e fundit, poesie, 2007;
- Midis dy brigjeve, romanzo autobiografico, 2010;
- Një vjeshtë pa kthim, racconti, 2013;
- Nën bluzën time, poesie, 2013;
- Copëza shënimesh nëpër rrugët e shkreta, pubblicistica, 2013;
- Njeriu që fliste me pemët, romanzo, 2015;
- Nuk është ky deti, poesie, 2016;
- Lajmet vijnë edhe këtu, racconti, 2016;
- Në pragun e një dhimbjeje, poesie, 2016;
- Pa atdhe, poesie, 2017;
- Në borxh me dashurinë, poesie, 2018;
- Mesazhe nga lart, poesie, 2018;
- Kohë për t'u dashur, poesie, 2019;
- Zëri yt tretet në erë, poesie, 2020;
- Kujtimet e një mjeku, memorie, coautore Hasan Kurti, 2021;
- Shelgu lotues, poesie, 2021;
- Ditët e fundit të një qyteti, romanzo, 2022;
- Hijet e qytetit tim, poesie, 2023.

### In italiano
- Tra le due rive, romanzo autobiografico, 2011;
- Risvegliare un amore spento, poesie, 2011;
- Un autunno senza ritorno, racconti, 2012;
- Sotto la mia maglia, poesie, 2013;
- Le notizie arrivano anche qui, racconti, 2014;
- Non è questo il mare, poesie, 2014;
- Sulla soglia di un dolore, poesie, 2016;
- Senza patria, poesie, 2016;
- In assenza di parole, romanzo, 2017;
- Le pantofole della solitudine, poesie, 2018;
- Il sole ha emigrato, poesie, 2019;
- In una stanza con i ricordi, poesie, 2019;
- I ricordi di un medico, coautore Hasan Kurti, 2020;
- Briciole di gioia, poesie, 2021;
- Le onde chiamano il tuo nome, romanzo, 2021;
- Un immenso cielo d'estate, poesie, 2022;
- Un giorno mi racconterai, poesie accompagnate dalle fotografie di Biagio Fortini, 2022;
- La tua voce nel vento, poesie, 2023;
- “Met de ogen van een kind - Con gli occhi del bambino”, edizione bilingue olandese- italiano , poesie, 2023.

### In inglese
- I knew the gray sky, poesie, USA, 2014;
- Under my blouse, poesie, USA, 2015;
- Without a homeland, poesie, USA, 2019;
- Within a sorrow, poesie, Filippine, 2021;
- In every raindrop, poesie, 2021;
- Love, you don't know, Canada, poesie, 2022;
- The last days of a city, romanzo, 2022;
- Vanished loves, poesie, India, 2022;
- It's ranining in my soul, poesie, Edizione bilingue Turco -Inglese, Turchia, 2022;
- Your image between my fingers, poesie, Edizione bilingue Spagnolo-Inglese, Cile, 2023;
- One day you will tell me, poesie, USA, 2023;
- Lost in the colors, poesie, India, 2023.

## Traduzioni
- Dialogu i dimrit (Il dialogo dell'inverno), Tomas Venclova, 2019, Shkupi, Macedonia.
- Përtej fjalëve  (Oltre le parole) Rosy Gallace, Ada, Tirana, Albania.
- Loja e djallit (Il gioco del diavolo), Grigory Kanovich 2021, Shkupi, Macedonia.
- Jetë paralele (Vite in parallelo) Rosy Gallace, edizione bilingue albanese-rumeno, Amanda Edit, Bucarest, Romania.
- Hije në shkretëtirën e akullit  (Ombre nel deserto del ghiaccio), Dalia Grinkeviciutė, 2021, Shkupi, Macedonia.
- Petals of light (Petali di luce), Rosy Gallace, 2021, Poetry Planet Book.
- Fragments from a doctor's diary (Frammenti dal diario di un medico), Hasan Kurti, 2022.
- Alba Rossa -Agim i purpurt, Laura Ficco, libro bilingue italiano-albanese, 2022.
- Rrëzohet një gjethe (Cade una foglia), Grazia Deledda, 2022, libro patrocinato da WikiPoesia, Lena Graphic, Pristina, Kosovo.
- A leaf falls, Grazia Deledda, 2022, libro patrocinato da WikiPoesia,  Ukiyoto Publishing, Canada.
- Love can wait – Dashuria mund të presë, Naila Hina, libro di poesie bilingue, inglese-albanese, 2023.
- La miracolina – Mrekullibërësja, Vesna Andrejevic, raccolta di poesie bilingue, italiano-albanese, 2023.
- Lulja jetëshkurtër e kohës (L'effimero fiore del tempo), Germain Droogenbroodt, 2023, poesie in lingua albanese, Pristina, Kosovo.

## Premi e riconoscimenti
- Primo premio del Concorso Internazionale di Poesia e Prosa 2011 “Napoli Cultural Classic” nella categoria degli autori stranieri con la poesia: “Sotto la mia maglia”.
- Primo premio nella sezione narrativa del concorso “Lago Gerundo - Europa e Cultura” 2011, nella città di Paullo, Milano con il libro “Tra le due rive”.
- Primo premio al Concorso Letterario Internazionale “Città di Treviglio” per racconti.
- Primo premio al Concorso Letterario Internazionale “Europa” 2015 a Lugano, Svizzera, con il libro “Sotto la mia maglia”.
- Primo premio al Concorso Internazionale: “Poseidonia Paestum” 2015, nella sezione degli autori stranieri.
- “La poetessa dell'anno 2015” dal Centro P.E.N. di Albania.
- Il miglior testo di canzone al Festival per bambini “Vihuela 2016”, a Pristina, Kosovo.
- Premio "Miglior Libro" per la raccolta di poesie: "Sulla soglia di un dolore" al Concorso Letterario Internazionale Poem Academy Awards 2016 organizzato dall'Accademia degli Artisti a Napoli.
- Primo premio nella Sezione Poeti Stranieri per la silloge: “Senza patria” alla XXIII Edizione del Premio Internazionale di Poesia “Poseidonia - Paestum”.
- Primo premio per la migliore silloge di poesie al Concorso dei Giorni della Letteratura Albanese, a Michigan, USA, XVI Edizione 2017.
- Vincitrice per una silloge di poesie pubblicata nelle pagine della Rivista Obelisk a Tirana, nel corso del 2017.
- Premio “Miglior testo di canzone” per “I suoni del violino” al Festival Internazionale dei Bambini a Giaccovizza, Kosovo, a Novembre 2018.
- Premio “Miglior testo di canzone” al Festival per i bambini: “I suoni dell'Adriatico” a Durazzo,albania intitolato: “Parlo con la luna”.
- Primo Premio nella sezione degli autori stranieri al Concorso Letterario Internazionale "Scriptura", 2019.
- Primo Premio al Concorso Letterario di Poesia Edita "Leandro Polverini" con la raccolta: "Il sole ha emigrato" nella sezione poesia intimista, 2019.
- Primo Premio al Concorso Letterario Internazionale Universum Switzerland, con la raccolta di poesie: "In una stanza con i ricordi", 2020.
- Il miglior testo di canzone al Festival per bambini “Vihuela 2020”, a Pristina, Kosovo.
- Primo Premio nella sezione degli autori stranieri al Concorso Internazionale di Arte Letteraria “La città della Rosa” con il romanzo: "In assenza di parole", 2020.
- Primo Premio al Concorso Letterario Internazionale “Universum-Switzerland”, sezione poesia edita, 2020 con il libro "In una stanza con i ricordi".
- Primo Premio al Concorso letterario internazionale Italo-Rumeno Picàturi de suflet, 2020, sezione Poesia in Lingua Straniera.
- Primo Premio al Concorso Nazionale di Poesia "L'arte in versi", sezione Poesia in lingua straniera con la poesia “The weeping willow”, 2021.
- Primo Premio al Concorso Letterario "Letteratura" indetto dall'Istituto Italiano di Cultura di Napoli, 2021, nella sezione del romanzo inedito.
- Primo Premio al Concorso Letterario "Le più belle frasi d'amore" con “Un giorno mi racconterai” per la categoria: amore classico - poesia, 2022.
- Primo Premio al Concorso Poetry Thymes Award Contest, USA.
- Nel 2021 le è stato conferito il titolo “Liria” (Libertà) dalla Comunità Arbëreshë in Italia.[10]
- Le è stato assegnato il premio “Leonardo da Vinci 2021” dall'Associazione Culturale “Chimera” di Lecce.[11]
- Nel 2022 viene insignita del titolo di Madre Fondatrice e Dama dell'Ordine di Dante Alighieri della Repubblica dei Poeti.[12]
- Nel 2022 ha ricevuto la nomina ad "Ambasciatore per l'Albania" del Premio Accademico Internazionale di Letteratura Contemporanea "Lucius Annaeus Seneca" dall'Accademia delle Arti e delle Scienze Filosofiche di Bari.[13]
- Le è stato conferito il Premio Internazionale “Universum Donna” IX Edizione 2013 per la Letteratura e la nomina a vita di “Ambasciatrice di Pace” dall'Università della Pace della Svizzera Italiana.[14]